# 高雄市公車28路
高雄市公車28路，也稱高楠幹線。由南台灣客運營運，起點站為加昌站，終點站為高雄車站。是楠梓區到高雄車站的重要公車路線。

## 歷史
- 2008年8月25日，南台灣客運正式接駛營運。[5]
- 2021年9月1日，「高客自立站」更名為「自立十全路口」、「高雄火車站（同愛街口）」更名為「高雄車站（建國路）」、「林森路口」站更名為「建國林森路口」。

## 歷史配車

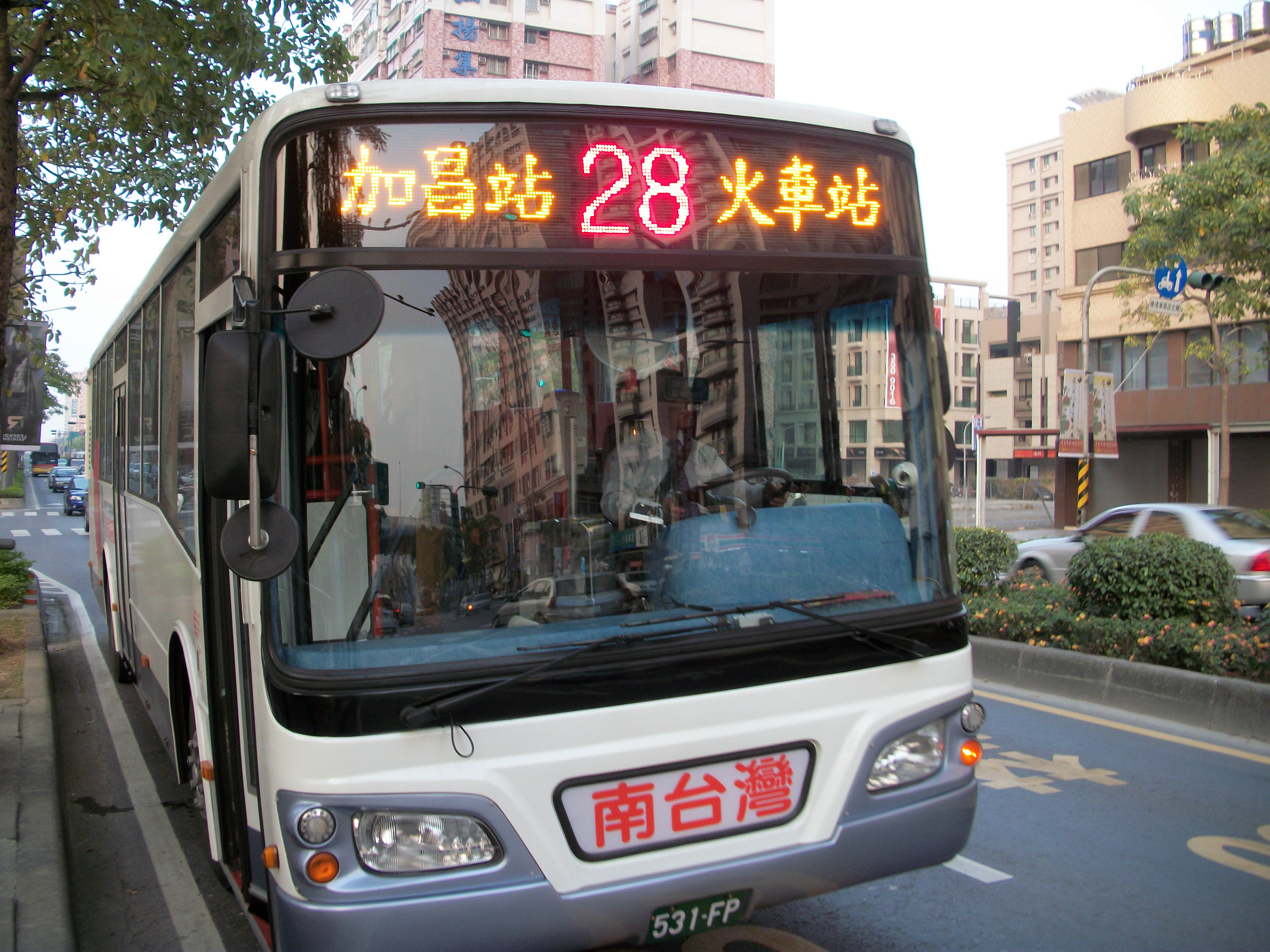

## 站牌
參見右側路線圖